# الواسطة (حرض)

تعديل مصدري - تعديل

الواسطة هي إحدى قرى عزلة الفج بمديرية حرض التابعة لمحافظة حجة، بلغ تعداد سكانها 550 نسمة حسب تعداد اليمن لعام 2004.